# 马尼拉条纹卵蛤
马尼拉条纹卵蛤（学名：Costellipitar manillae），是帘蛤目帘蛤科Costellipitar属的一种。主要分布于中国大陆，常栖息在水深111米。